# Square La Bruyère
Le square La Bruyère est une voie du 9e arrondissement de Paris, en France.

## Situation et accès
Le square La Bruyère est une voie privée située dans le 9e arrondissement de Paris. Il débute au 19, rue Jean-Baptiste-Pigalle et se termine en impasse.

## Origine du nom

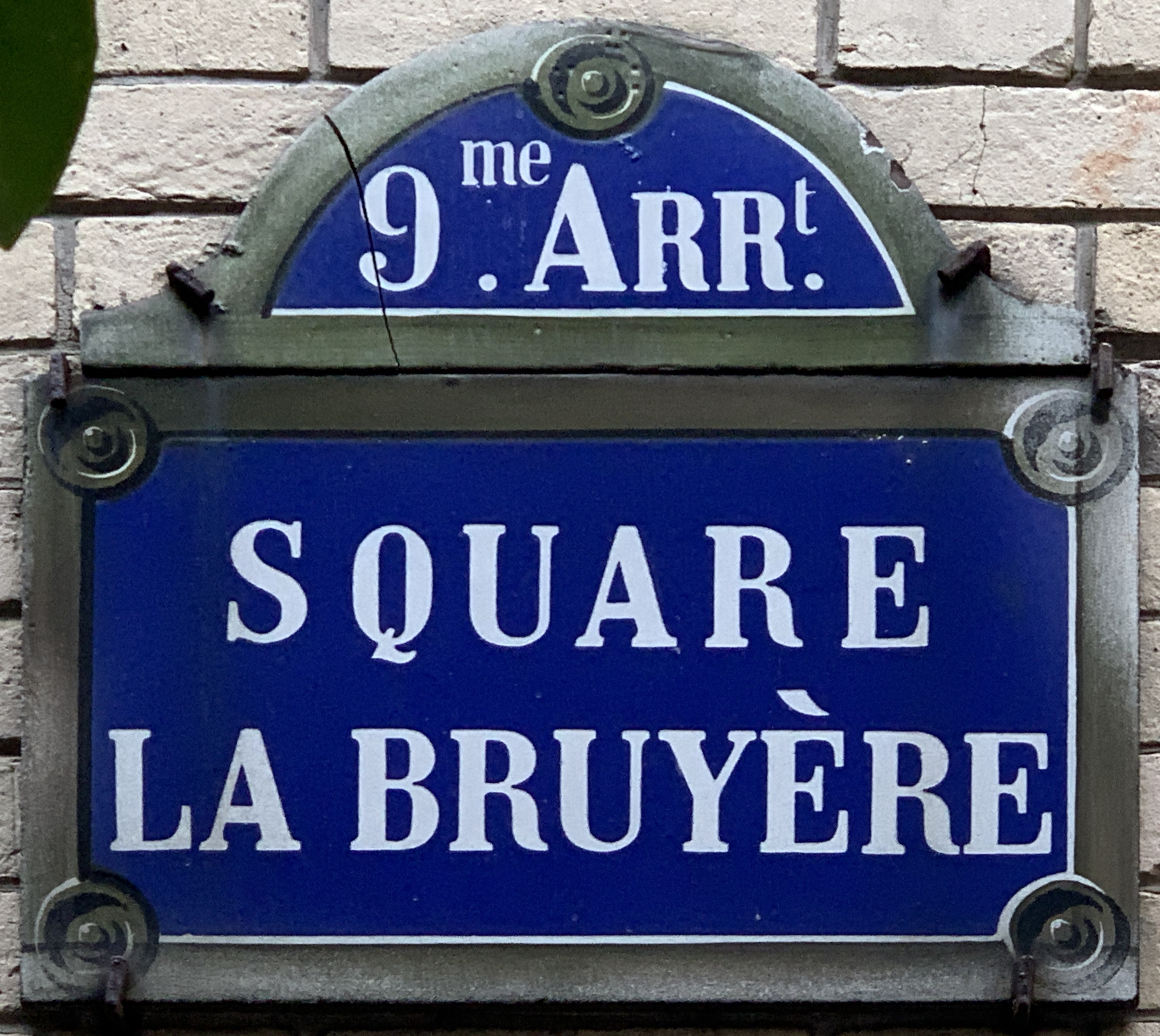
Plaque de la voie.

Il porte le nom du philosophe et moraliste français Jean de La Bruyère (1645-1696), en raison de sa proximité avec la rue éponyme.

## Historique
La voie est ouverte sous sa dénomination actuelle en 1894. Auparavant se trouvait à ce niveau un gymnase militaire du Second Empire.

## Bâtiments remarquables et lieux de mémoire
- Au no 1 vécut la comédienne Régina Badet.
- Au no 2 :
  - Dans les années 1920, consulat général du Chili[2] ;
  - L'actrice Marthe de Florian, dont l'appartement a été redécouvert après 2010 (cf. l'article relatif à l'actrice).
- Le no 3, le 31 juillet 1920, fut le théâtre de l'affaire Bassarabo : l'assassinat de Georges Bassarabo, un commissionnaire d'origine roumaine, par sa femme, une poétesse et militante féministe, Louise Grouès, connue sous le nom de plume d'Héra Mirtel. Le corps fut envoyé dans une malle à Nancy. Mme Bassarabo fut condamnée à vingt ans de travaux forcés, tandis que sa fille, jugée pour complicité, fut acquittée (Le Petit Parisien, 9 juin 1922).
- Au no 4 logea le dramaturge Félix Galipaux[3], ainsi que le chanteur d'opéra Delmas (en 1910)[1].